# تكافؤ الفرص

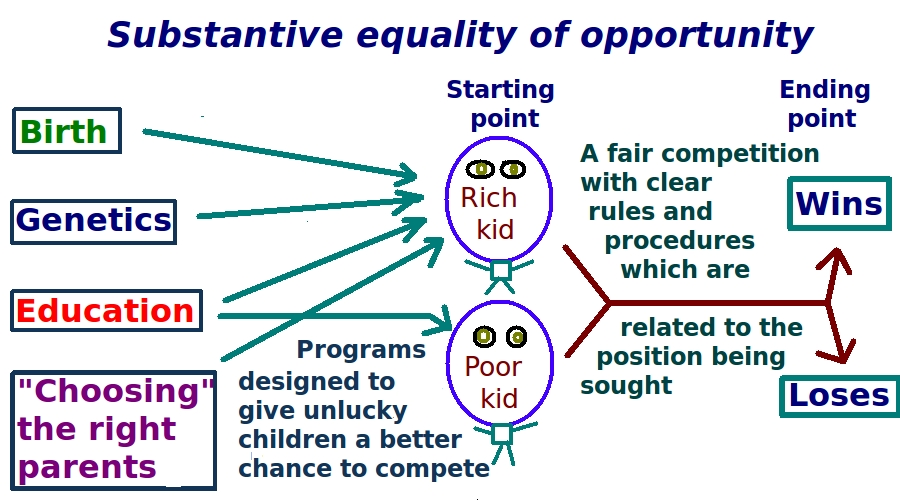

تكافؤ الفرص هو حالة من العدل يعامَل فيها الأفراد بالمثل، ولا تعيقها أي حواجز أو تحيزات أو تفضيلات مصطنعة، إلا في الحالات التي يمكن فيها التبرير بشكل صريح لتمييزات مصطنعة. والغاية من وراء تكافؤ الفرص هو أن تذهب الوظائف الهامة في منظمة ما إلى الأشخاص الأفضل تأهيلًا –الأشخاص الذين يرجح أن يؤدوا باقتدار مهمة معينة- وألا تذهب إلى أشخاص لأسباب تُعتبر اعتباطية أو غير ملائمة، مثل ظروف الولادة أو النشأة أو وجود أصدقاء أو أقارب يمتلكون صلات قوية أو الدين أو الجنس أو الإثنية أو العرق أو الطبقة أو مزايا شخصية غير خيارية كالإعاقة أو العمر أو الهوية الجندرية أو التوجه الجنسي.
يجب أن تكون فرص التقدم متاحة لجميع المهتمين، بحيث يكون لديهم «فرصة متساوية للمنافسة ضمن إطار الأهداف وهيكلية القواعد الموضوعة». تهدف الفكرة إلى التخلص من الاعتباطية في عملية الاختيار وبناءها على بعض «أسس العدل المتفق عليها مسبقًا، مع ربط عملية التقييم بنوع الوظيفة» والتأكيد على الوسائل الإجرائية والقانونية. يجب أن ينجح الأفراد أو يفشلوا بناءًا على جهودهم الخاصة المبذولة لا على أساس ظروف دخيلة مثل وجود والدين يمتلكون صلات قوية. يتعارض تكافؤ الفرص مع المحسوبية ويلعب دورًا أساسيًا في إذا ما كان سيُنظر إلى البنية الاجتماعية بأنها شرعية. هذا المفهوم قابل للتطبيق على مجالات الحياة العامة التي يجري فيها الحصول على امتيازات كالتوظيف والتعليم، على الرغم من أنه يمكن أن ينطبق على العديد من المجالات الأخرى أيضًا. تكافؤ الفرص أساسي لمفهوم حكم الجدارة.

## وجهات نظر سياسية مختلفة
غالبًا ما ينظر الأشخاص الذين يملكون وجهات نظر سياسية مختلفة إلى المفهوم بشكل مختلف. معنى تكافؤ الفرص محل جدال في ميادين مثل الفلسفة السياسية وعلم الاجتماع وعلم النفس. وهو يطبّق اليوم بصورة متزايدة على ميادين أبعد من نطاق التوظيف كالإقراض والإسكان والقبولات الجامعية وحقوق الاقتراع وميادين أخرى. بالمعنى الكلاسيكي، يتماشى تكافؤ الفرص بشكل وثيق مع مفهوم المساواة أمام القانون وأفكار حكم الجدارة. 
بشكل عام، مصطلحا المساواة في الفرص وتكافؤ الفرص قابلان للتبادل، مع بعض الاختلافات الطفيفة في بعض الأحيان، يشير الأول إلى مفهوم سياسي مجرد في حين يُستخدم «تكافؤ الفرص» في بعض الأحيان كصفة، عادة في سياق قوانين التوظيف لتحديد صاحب العمل أو منهج التوظيف أو القانون. كُتبت مبادئ تكافؤ الفرص ضمن قوانين ونوقشت في قاعات المحاكم. ويُعتبر في بعض الأحيان كحق شرعي ضد التمييز. وهو هدف بات واسع الانتشار بصورة متزايدة لدى الأمم الغربية خلال القرون الأخيرة وارتبط بالحراك الاجتماعي، وأغلب الأحيان بقصص الحراك التصاعدي ومن الفقر إلى الغنى:
رئيس فرنسا القادم هو حفيد لصانع أحذية. الرئيس الحالي هو ابن فلاح. وكان سلفه بدأ حياته أيضًا بطريقة متواضعة في مجال الشحن. ثمة بالتأكيد مساواة في الفرص في ظل النظام الجديد في الأمة القديمة.

## النظرية

### الخطوط العريضة للمفهوم
وفقًا لموسوعة ستانفورد للفلسفة، يفترض المفهوم أن المجتمع مقسم إلى طبقات تمتلك مجموعة متنوعة من الأدوار، بعضها محبب أكثر من بعضها الآخر. تكمن فائدة المساواة في الفرص في تحقيق العدل في عملية الاختيار للأدوار المرغوبة في المؤسسات التجارية والجمعيات التطوعية والمنظمات غير الربحية والجمعيات وأماكن أخرى. ووفقًا لإحدى وجهات النظر، ليس ثمة «ارتباط رسمي» تكافؤ بين الفرص والبنية السياسية، بمعنى أنه يمكن أن يتواجد تكافؤ الفرص في الديمقراطيات والأوتوقراطيات والدول الشيوعية، على الرغم من أنها مرتبطة بصورة رئيسية باقتصاد السوق الحر ومنغرسة ضمن الإطار القانوني للمجتمعات الديمقراطية. ينظر الأشخاص الذين يمتلكون وجهات نظر سياسية متباينة إلى تكافؤ الفرص بشكل مختلف: يختلف الليبراليون حول الشروط اللازمة لضمان تكافؤ الفرص ويرى العديد من المحافظين «القديمي الطراز» في عدم المساواة في الفرص والتراتبية الهرمية عمومًا أمرًا مفيدًا من باب احترام التقاليد. ويمكن تطبيق المفهوم على قرار توظيف محدد، أو على جميع قرارات التوظيف من قبل شركة معينة أو على القواعد التي تتحكم بقرارات التوظيف لأمة بأكملها. وُسع نطاق تكافؤ الفرص ليشمل عددًا أكبر من القضايا التي تتعلق بحقوق الأقليات، ولكنه يشمل الممارسات المتعلقة ب«التوظيف والتعيين والتدريب والصرف من العمل والتسريح والاستدعاء والترقيات والمسؤولية والأجور والإجازات المرضية وأيام العطل والعمل الإضافي والتأمين والتقاعد والمعاشات التقاعدية وفوائد أخرى متنوعة».
كان المفهوم قد طُبق على جوانب عديدة من الحياة العامة، بما في ذلك إمكانية الوصول إلى مراكز الاقتراع والرعاية المقدمة لمرضى فيروس العوز المناعي البشري وإذا ما كان الرجال والنساء سيحصلون على فرص متساوية في السفر على متن مركبة فضائية والتعليم ثنائي اللغة ولون بشرة عارضات الأزياء في البرازيل والوقت التلفزيوني للمرشحين السياسيين وترقيات الجيش والقبول في الجامعات والإثنية في الولايات المتحدة الأمريكية. يرتبط المصطلح بمفاهيم أخرى تتعلق بالمساواة كتكافؤ النتائج والمساواة في الحكم الذاتي، وغالبًا ما يتناقض مع هذه المفاهيم. يشدد تكافؤ الفرص على الطموح الشخصي للفرد وموهبته وقدراته، بدلًا من التشديد على صفاته أو صفاتها التي تستند على العضوية في جماعة معينة، كالطبقة الاجتماعية أو العرق أو الأسرة الممتدة. وعلاوة على ذلك، يُنظر إلى الأمر بأنه غير منصف إذا كانت العوامل الخارجية التي يُنظر إليها بأنها خارجة عن سيطرة الشخص تؤثر بشكل كبير على ما يحدث له أو لها. وبذلك يشدد تكافؤ الفرص على العدل في العملية في حين يشدد تكافؤ النتيجة على نتيجة عادلة. في التحليل السوسيولوجي، يُنظر إلى تكافؤ الفرص كعامل يرتبط بصورة إيجابية بالحراك الاجتماعي، بمعنى أنه قادر على إفادة المجتمع بشكل عام من خلال تعظيم الرفاهية.

## الحواجز المصطنعة
تشمل الحواجز المصطنعة كل الاوجة التي تتضمن: تحامل أو انحياز أو إجحاف أو ضرر أو تعصب أو محاباة أو رأي مسبق أو وحكم مسبق أو تغرض لخسارة.

## التفضيلات
تشمل التفضيلات كل الأوجه التي تتضمن: تفضيل أو أولوية أو خيار تمييز أو حق الاختيار.